# 和泊町
和泊町（日语：／ Wadomari chō */?，琉球語：／ ）是鹿兒島縣轄下位於沖永良部島東部的一個城鎮，隸屬於大島郡。

## 人口
| 和泊町人口分布圖 |                                               |  |
| 和泊町與日本全國年齡別人口分布比較圖 （2005年資料） | 和泊町的年齡、男女別人口分布圖 （2005年資料） |  |
| ■紫色是和泊町 ■綠色是全国 | ■藍色是男性 ■紅色是女性                       |  |
| 和泊町人口變化 \| 1970年 \| 9,507人 \| \| \| 1975年 \| 8,615人 \| \| \| 1980年 \| 8,932人 \| \| \| 1985年 \| 8,653人 \| \| \| 1990年 \| 8,188人 \| \| \| 1995年 \| 7,869人 \| \| \| 2000年 \| 7,736人 \| \| \| 2005年 \| 7,436人 \| \| \| 2010年 \| 7,114人 \| \| \| 2015年 \| 6,783人 \| \| \| 2020年 \| 6,246人 \| \| |                                               |  |
| 資料來源：日本總務省統計中心提供之人口普查數據 |                                               |  |
| 1970年 | 9,507人                                       |  |
| 1975年 | 8,615人                                       |  |
| 1980年 | 8,932人                                       |  |
| 1985年 | 8,653人                                       |  |
| 1990年 | 8,188人                                       |  |
| 1995年 | 7,869人                                       |  |
| 2000年 | 7,736人                                       |  |
| 2005年 | 7,436人                                       |  |
| 2010年 | 7,114人                                       |  |
| 2015年 | 6,783人                                       |  |
| 2020年 | 6,246人                                       |  |

## 歷史
沖永良部島在1266年至1609年期間屬於琉球國，因此與現在的沖繩地區交流頻繁，文化受到琉球的影響很深。
1609年至1871年期間，為日本薩摩藩的直屬領。

### 沿革
- 1908年4月1日：奄美群島實施島嶼町村制，設置和泊村。
- 1941年5月1日：改制為和泊町。

## 交通

### 機場
- 沖永良部機場

## 姊妹、友好都市

### 日本
花都市交流
- 中富良野町（北海道空知郡)
- 砺波市（富山縣）
- 下田市（靜岡縣）
- 武生市（ 福井縣）：已於2005年10月1日合併為越前市
- 長井市（山形縣）
- 大野町（岐阜縣揖斐郡）
- 須賀川市（福島縣）
- 寶塚市（兵庫縣）
- 久留米市（福岡縣）

## 本地出身之名人
- 大山百合香：歌手

## 外部連結
- （日語） 和泊町商工會（页面存档备份，存于）